# Unai Simón
Unai Simón Mendibil (* 11. Juni 1997 in Vitoria-Gasteiz) ist ein spanischer Fußballtorwart.

## Karriere

### Verein
Simón kam 2011 vom CD Aurrerá de Vitoria in die Jugend von Athletic Bilbao. Im Dezember 2014 spielte er gegen den CD Berio FT erstmals für das Farmteam CD Baskonia in der Tercera División. Im Januar 2015 stand er gegen den SD Amorebieta erstmals im Kader der B-Mannschaft von Bilbao. Mit Bilbao B stieg er 2015 in die Segunda División auf. In der Saison 2015/16 kam er allerdings zu keinem Einsatz für Bilbao B.
Nach dem Wiederabstieg in die dritthöchste Spielklasse debütierte er im August 2016 gegen die UD Socuéllamos für die B-Mannschaft von Athletic Bilbao. Im Januar 2017 stand er gegen den FC Barcelona erstmals im Kader der ersten Mannschaft der Basken. Im Juli 2018 wurde Simón an den Zweitligisten FC Elche verliehen. Noch vor Saisonstart wurde er im August 2018 nach dem Abgang des bisherigen Stammtorhüters Kepa und einer Verletzung des zweiten Torhüters Iago Herrerín von Bilbao zurückbeordert. Im selben Monat gab er sein Debüt für Bilbao in der Primera División, als er am ersten Spieltag der Saison 2018/19 gegen den CD Leganés in der Startelf stand, und bestritt bis zur Rückkehr Herreríns im Oktober 2018 sieben Spiele. Ab der anschließenden Saison 2019/20 konnte sich Simón bei den Basken als Stammtorhüter durchsetzen.

### Nationalmannschaft
Simón spielte bereits für diverse spanische Jugendnationalauswahlen. Mit der U19-Mannschaft nahm er 2015 an der U19-Europameisterschaft teil und wurde Europameister. Er kam während des Turniers jedoch in keinem Spiel zum Einsatz. Im September 2017 debütierte Simón in einem Testspiel gegen Italien für die spanische U21-Auswahl. Mit der U21 wurde er 2019 erneut Europameister, wobei er beim Turnier im ersten Gruppenspiel gegen Italien zu einem Einsatz kam.
Im November 2020 debütierte er im A-Nationalteam und konnte sich dort in der Folgezeit als Stammtorhüter durchsetzen. Bei der Europameisterschaft 2021 war er Stammtorhüter des spanischen Aufgebots, das im Halbfinale gegen Italien ausschied. Ende Juni 2021 wurde Simón trotz seiner EM-Teilnahme in den Kader der spanischen Olympiaauswahl für das Fußballturnier der 2021 ausgetragenen Olympischen Sommerspiele 2020 berufen. Mit der Nationalmannschaft nahm er an der Weltmeisterschaft 2022 in Katar teil und gewann mit ihr den Titel der UEFA Nations League 2022/23.

## Titel
Nationalmannschaft
- Europameister: 2024
- UEFA-Nations-League-Sieger: 2023
- U21-Europameister: 2019
- U19-Europameister: 2015 (ohne Einsatz)
- Olympische Silbermedaille: 2021

Verein
- Spanischer Pokalsieger: 2024 (ohne Einsatz)
- Spanischer Supercupsieger: 2021